# Scorpiurus (Fabaceae)
Scorpiurus là một chi thực vật có hoa thuộc họ Fabaceae. Nó thuộc phân họ Faboideae. Nó chỉ gồm 2 loài: Scorpiurus muricatus và Scorpiurus vermiculatus. Cả hai là bản địa của vùng Địa Trung Hải và Cận Đông.

## Danh sách loài
- Scorpiurus actuifolia Viv.
- Scorpiurus echinata A. Rich.
- Scorpiurus laevigata Sibth. & Sm.
- Scorpiurus margaritae Palau Ferrer
- Scorpiurus minima Los.-Losinsk.
- Scorpiurus muricatus L.
- Scorpiurus oliverii Palau Ferrer
- Scorpiurus pinnata Mill.
- Scorpiurus purpurea Desf.
- Scorpiurus subvillosa Hochst. & Steud. ex A. Rich.
- Scorpiurus sulcata L.
- Scorpiurus vermiculata L.

## Hình ảnh

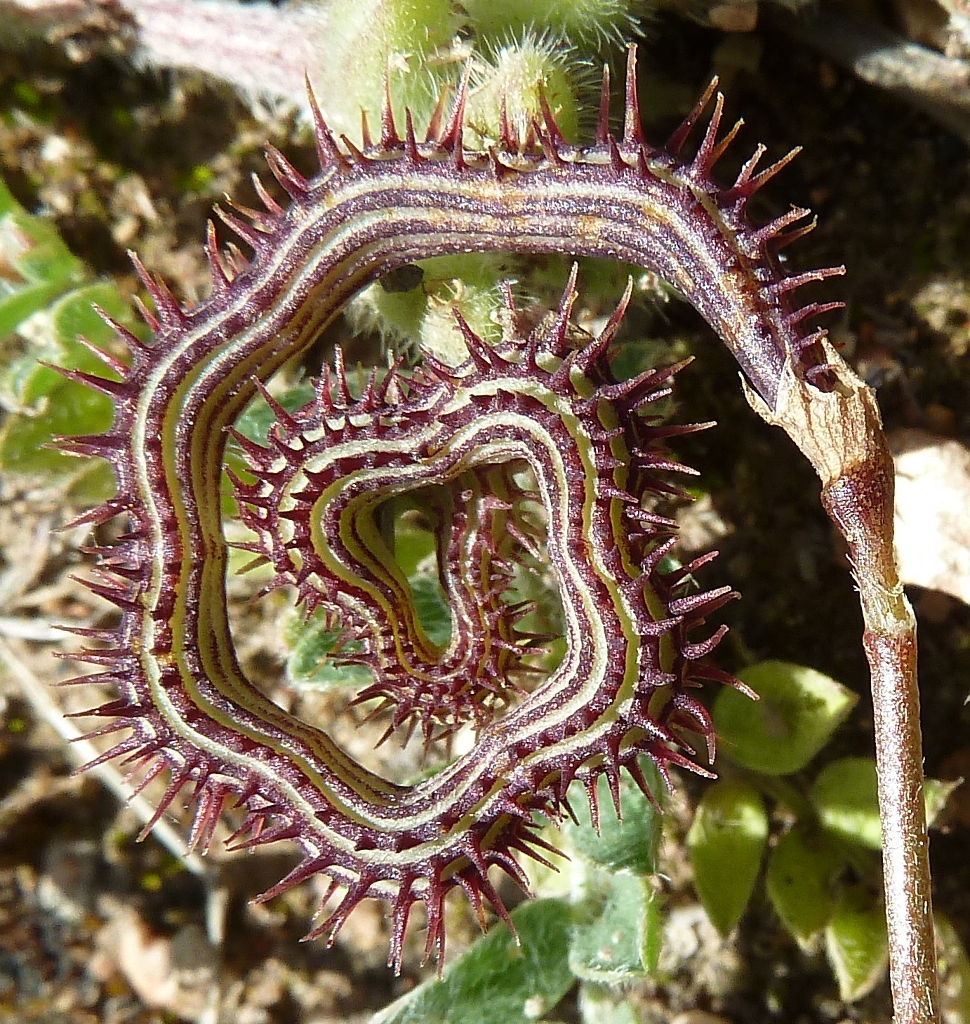
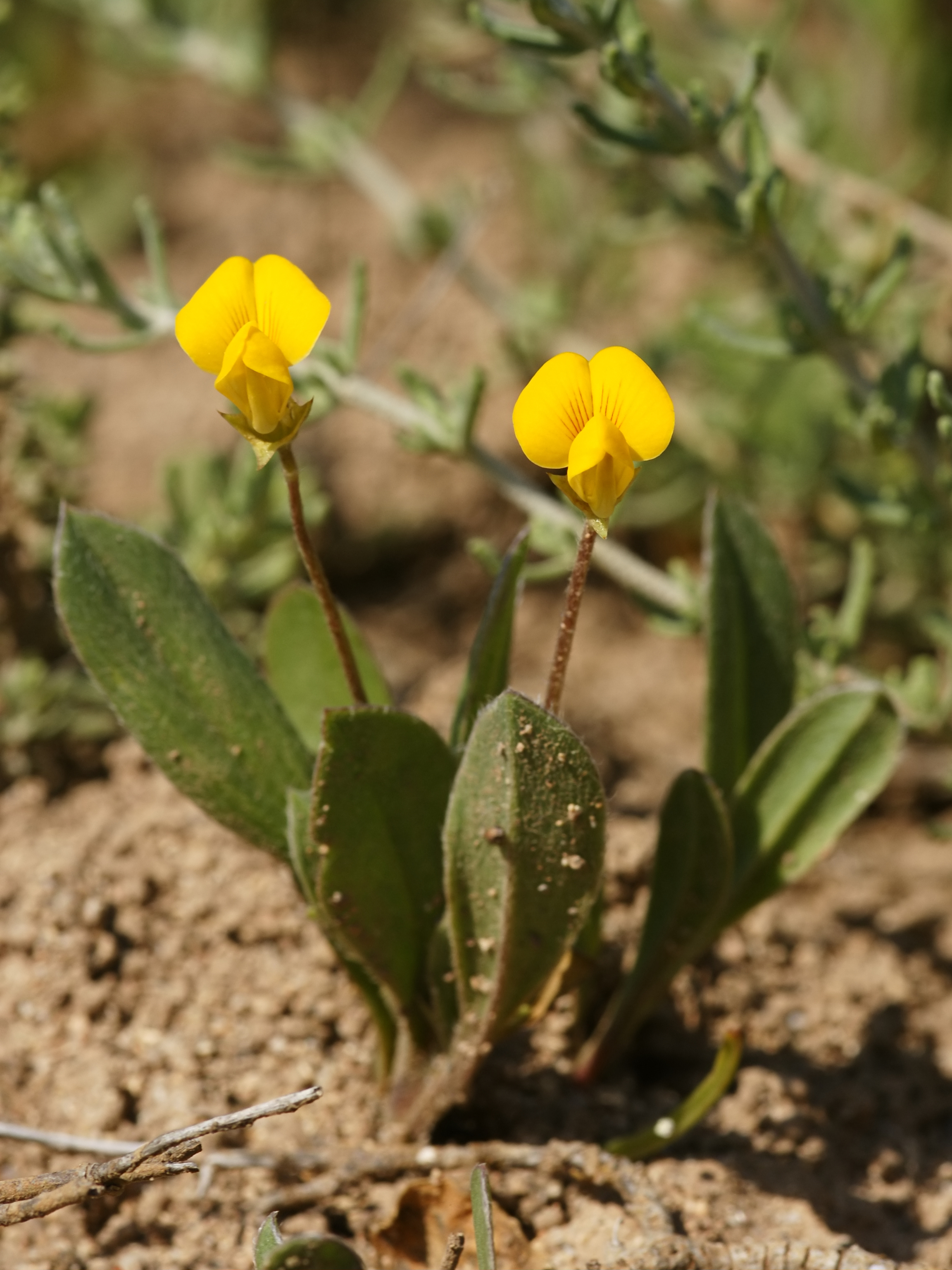
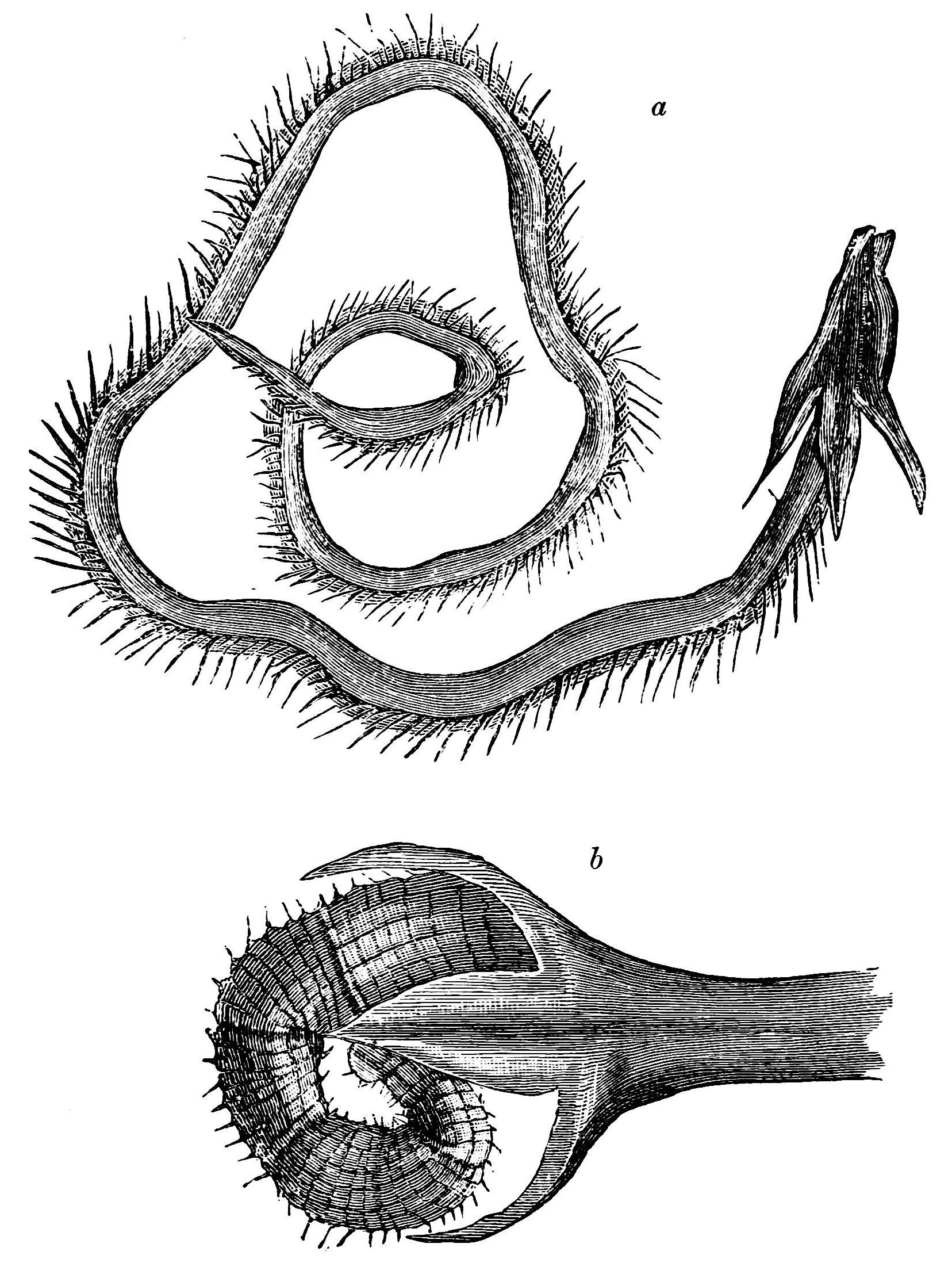
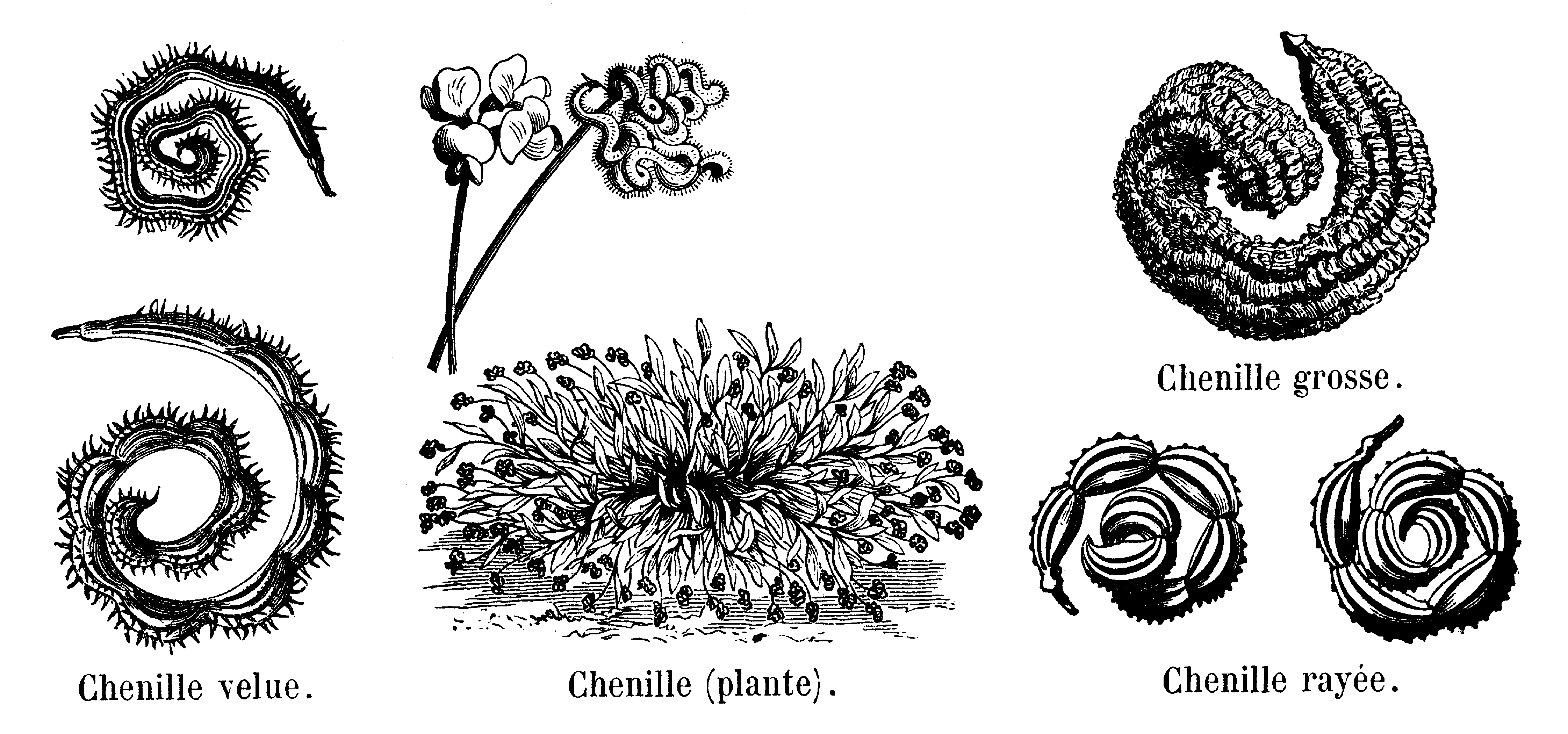